# Apalus bipunctatus
Apalus bipunctatus là một loài bọ cánh cứng trong họ Meloidae. Loài này được Megerle von Mühlfeld miêu tả khoa học năm 1812.